# AMD FreeSync
AMD FreeSync — технология компании AMD, позволяющая использовать отраслевые стандарты, например DisplayPort Adaptive-Sync, для обеспечения динамической частоты обновления изображения. FreeSync был разработан AMD и выпущен в 2015 году в ответ на запатентованный и более дорогой G-Sync Nvidia. FreeSync является бесплатным и не имеет ограничений по производительности.
Если G-Sync — это специальный чип, захватывающий все стороны адаптивной кадровой частоты, то FreeSync — это лишь интерфейс «видеоплата-монитор». Прочие вопросы, связанные с адаптивной частотой — например, какие должны быть коэффициенты овердрайва ЖК-панели (подачи повышенного напряжения, чтобы пиксель быстрее переключился) — разработчик монитора решает на своё усмотрение и лишь проходит окончательную сертификацию у AMD.

## Adaptive-Sync
Ассоциация стандартизации Video Electronics Standards Association (VESA) объявила, что в состав стандарта DisplayPort 1.2a войдёт технология «Adaptive Sync». FreeSync имеет допустимую частоту развёртки 9-240 Гц.

## Преимущества
- Явное улучшение комфорта при игре за монитором.
- Обеспечение плавной частоты кадров без просадок и визуальных артефактов.
- Частота обновления монитора приравнивается к частоте кадров видеоролика.
- Частота обновления не привязана к устаревшим стандартам и повторяет время отрисовки кадра графическим процессором.[5]

## FreeSync 2 HDR
В январе 2017 года компания AMD анонсировала второе поколение своей технологии адаптивной синхронизации.
Южнокорейская компания Samsung представила две модели дисплеев — CHG90 и CHG70. Первая из этих моделей имеет экран в 49", а вторая представлена в версиях с экраном 32" и 27". Все три монитора поддерживают широкий динамический диапазон, а также ряд иных технологий, присущих FreeSync 2 HDR, включая компенсацию низкой частоты кадров (LFR), которая отслеживает скорость рендера и при необходимости добавляет промежуточные кадры для сохранения плавности. Дисплей CHG90 обладает разрешением 3840×1080, то есть два собранных встык FullHD экрана. Он предлагает время отклика в 1 мс и частоту кадров в 144 Гц. В то же время CHG70 имеет разрешение 1440p при 144 Гц развёртки. Модель с экраном 49" Samsung планирует продавать по 1500 долларов США, а за версию с 32" и 27" дисплеем 700 и 600 долларов соответственно.